# Emma Wangila
Emma Nekesa Wangila (ur. 2003) – kenijska zapaśniczka walcząca w stylu wolnym. Zajęła 21. miejsce na mistrzostwach świata w 2023 roku. 
Piąta na igrzyskach afrykańskich w 2023. Brązowa medalistka mistrzostw Afryki w 2023 roku. 